# Die Uysals
Die Uysals ist eine türkische Fernsehserie von Onur Saylak.
Die Serie wurde am 30. März 2022 auf Netflix veröffentlicht.

## Inhalt
Die Uysal-Familie lebt ein scheinbar perfektes, angepasstes Leben, in dem alle gesellschaftlichen Normen erfüllt werden. Doch hinter der Fassade brodelt es: Der Architekt Oktay Uysal führt heimlich ein Doppelleben als Punker und sucht nach Rebellion gegen das konforme, moderne Stadtleben. Währenddessen kämpft jedes Familienmitglied auf seine Weise mit inneren Konflikten und versteckten Sehnsüchten.

## Besetzung und Synchronisation
Die deutschsprachige Synchronisation entstand nach den Dialogbuch von Thomas Maria Lehmann sowie unter der Dialogregie von Torsten Sense durch die Synchronfirma RRP Media UGI.
| Rolle       | Schauspieler       | Synchronsprecher  |
| ----------- | ------------------ | ----------------- |
| Berhudar    | Haluk Bilginer     | Peter Reinhardt   |
| Ece Uysal   | Nilay Yeral        | Alma Hintsche     |
| Ege Uysal   | Umut Yeşildağ      | Jonas Frenz       |
| Fevzi       | Erdem Senocak      | Nic Romm          |
| Mert        | İbrahim Selim      | Christian Intorp  |
| Nil Uysal   | Songül Öden        | Linda Stelzner    |
| Oktay Uysal | Öner Erkan         | Tino Mewes        |
| Seher       | Burcu Gölgedar     | Jenny Maria Meyer |
| Sofia       | Biljana Jovanovska | Katja Schmitz     |
| Suat        | Serkan Altunorak   | Mario Klischies   |
| Yağmur      | Nezaket Erden      | Isabelle Schmidt  |

## Produktion
Produziert wurde die Serie von Ay Yapım, als Produzent fungierte Kerem Çatay. Regie führte Onur Saylak. Die Kamera führte Feza Çaldıran, die Montage verantwortete Ali Aga. In den Hauptrollen spielen  Öner Erkan, Haluk Bilginer, Uğur Yücel und Songül Öden.